# Puya (album)
Puya è il primo album in studio del gruppo musicale portoricano omonimo, pubblicato nel 1995 dalla Noiz Boiz Records.

## Tracce
1. Bembelé – 3:45
2. Aguaje – 1:56
3. Down – 2:48
4. Siguelo pa llá – 2:49
5. Unión – 3:05
6. F.Y.F.A. – 1:42
7. No te rajes – 2:43
8. Chisme – 3:09
9. Deficiente – 3:03
10. Contamination – 2:36
11. Quién sufre más – 3:15
12. Paco – 4:23
13. Puya – 2:58

## Formazione
- Sergio Curbelo - voce, percussioni
- Ramón Ortíz - chitarra
- Harold Hopkins - basso
- Eduardo Paniagua - batteria